# Dvärgsäckspindel
Dvärgsäckspindel (Clubiona subtilis) är en spindelart som beskrevs av Ludwig Carl Christian Koch 1867. Dvärgsäckspindel ingår i släktet Clubiona och familjen säckspindlar. Enligt den svenska rödlistan är arten nära hotad i Sverige. Arten förekommer i Götaland, Gotland, Öland och Övre Norrland. Artens livsmiljö är havsstränder, våtmarker, jordbrukslandskap. Inga underarter finns listade i Catalogue of Life.